# Jacques Majorelle
Jacques Majorelle (Nancy, 7 de março de 1886 — Paris, 14 de outubro de 1962) foi um pintor orientalista francês, filho do também artista francês Louis Majorelle. O seu trabalho mais famoso é o Jardim Majorelle, em Marraquexe, o qual foi projetado por ele em 1924. O azul especial que Jacques  utilizou para pintar a casa do jardim foi nomeado em sua homenagem azul Majorelle